# Puisseguin
Puisseguin est une commune française située dans le département de la Gironde en région Nouvelle-Aquitaine.

## Géographie

### Localisation
Puisseguin est située dans le Pays du Libournais.

### Communes limitrophes
Le territoire de la commune est limitrophe de ceux de six communes : Lussac au nord, Tayac à l'extrême nord-est sur environ 250 mètres, Saint-Cibard à l'est, Saint-Philippe-d'Aiguille au sud-est, Saint-Genès-de-Castillon au sud et Montagne à l'ouest.
|          | Lussac                   | Tayac                     |
| Montagne | Puisseguin               | Saint-Cibard              |
|          | Saint-Genès-de-Castillon | Saint-Philippe-d'Aiguille |

### Hydrographie
La commune est arrosée par plusieurs rivières, le Palais, Lavie et la Barbanne qui y prend sa source.

### Transports
Des bus, scolaires ou non, s'arrêtent par Puisseguin, comme le réseau de transports TransGironde .

### Climat
Pour des articles plus généraux, voir Climat de la Nouvelle-Aquitaine et Climat de la Gironde.
Historiquement, la commune est exposée à un climat océanique aquitain.  
En 2020, Météo-France publie une typologie des climats de la France métropolitaine dans laquelle la commune est exposée à un climat océanique et est dans la région climatique Aquitaine, Gascogne, caractérisée par une pluviométrie abondante au printemps, modérée en automne, un faible ensoleillement au printemps, un été chaud (19,5 °C), des vents faibles, des brouillards fréquents en automne et en hiver et des orages fréquents en été (15 à 20 jours).
Pour la période 1971-2000, la température annuelle moyenne est de 13,1 °C, avec une amplitude thermique annuelle de 14,9 °C. Le cumul annuel moyen de précipitations est de 842 mm, avec 11,2 jours de précipitations en janvier et 6,8 jours en juillet. Pour la période 1991-2020, la température moyenne annuelle observée sur la station météorologique la plus proche, située sur la commune de Saint-Émilion à 7,36 km à vol d'oiseau, est de 13,9 °C et le cumul annuel moyen de précipitations est de 798,1 mm,. Pour l'avenir, les paramètres climatiques de la commune estimés pour 2050 selon différents scénarios d’émission de gaz à effet de serre sont consultables sur un site dédié publié par Météo-France en novembre 2022.

## Urbanisme

### Typologie
Au 1er janvier 2024, Puisseguin est catégorisée commune rurale à habitat dispersé, selon la nouvelle grille communale de densité à sept niveaux définie par l'Insee en 2022.
Elle est située hors unité urbaine et hors attraction des villes,.

### Occupation des sols

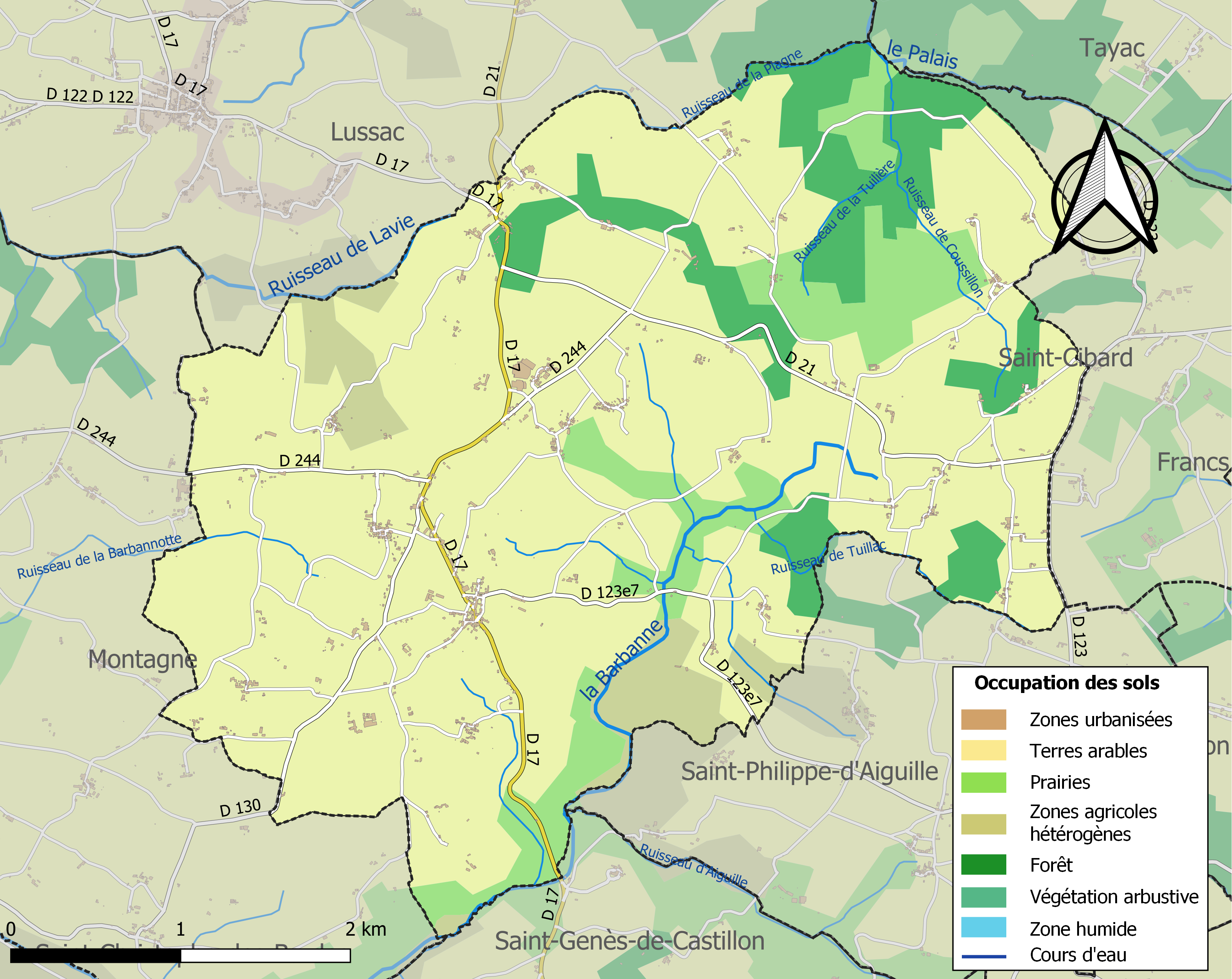
Carte des infrastructures et de l'occupation des sols de la commune en 2018 (CLC).

L'occupation des sols de la commune, telle qu'elle ressort de la base de données européenne d’occupation biophysique des sols Corine Land Cover (CLC), est marquée par l'importance des territoires agricoles (89,8 % en 2018), une proportion identique à celle de 1990 (89,8 %). La répartition détaillée en 2018 est la suivante : 
cultures permanentes (75,8 %), forêts (10,2 %), prairies (9,5 %), zones agricoles hétérogènes (4,6 %). L'évolution de l’occupation des sols de la commune et de ses infrastructures peut être observée sur les différentes représentations cartographiques du territoire : la carte de Cassini (XVIIIe siècle), la carte d'état-major (1820-1866) et les cartes ou photos aériennes de l'IGN pour la période actuelle (1950 à aujourd'hui).

### Risques majeurs
Le territoire de la commune de Puisseguin est vulnérable à différents aléas naturels : météorologiques (tempête, orage, neige, grand froid, canicule ou sécheresse), inondations, mouvements de terrains et séisme (sismicité très faible). Un site publié par le BRGM permet d'évaluer simplement et rapidement les risques d'un bien localisé soit par son adresse soit par le numéro de sa parcelle.
La commune a été reconnue en état de catastrophe naturelle au titre des dommages causés par les inondations et coulées de boue survenues en 1982, 1983, 1991, 1999 et 2009,.
Les mouvements de terrains susceptibles de se produire sur la commune sont des affaissements et effondrements liés aux cavités souterraines (hors mines) et des tassements différentiels. Par ailleurs, afin de mieux appréhender le risque d’affaissement de terrain, l'inventaire national des cavités souterraines permet de localiser celles situées sur la commune.

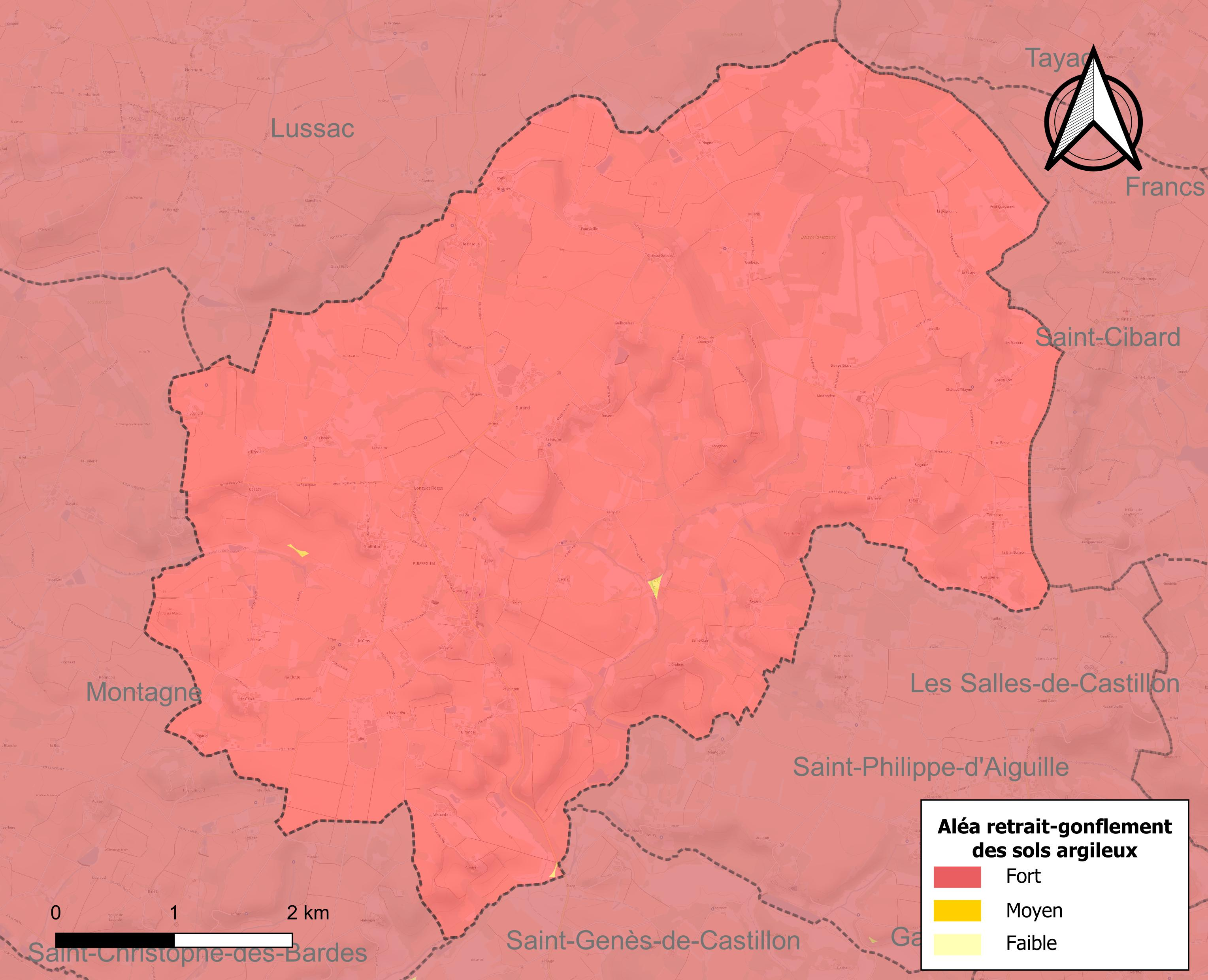
Carte des zones d'aléa retrait-gonflement des sols argileux de Puisseguin.

Le retrait-gonflement des sols argileux est susceptible d'engendrer des dommages importants aux bâtiments en cas d’alternance de périodes de sécheresse et de pluie. La totalité de la commune est en aléa moyen ou fort (67,4 % au niveau départemental et 48,5 % au niveau national). Sur les 497 bâtiments dénombrés sur la commune en 2019,  497 sont en aléa moyen ou fort, soit 100 %, à comparer aux 84 % au niveau départemental et 54 % au niveau national. Une cartographie de l'exposition du territoire national au retrait gonflement des sols argileux est disponible sur le site du BRGM,.
Par ailleurs, afin de mieux appréhender le risque d’affaissement de terrain, l'inventaire national des cavités souterraines permet de localiser celles situées sur la commune.

## Toponymie
Le nom de la commune provient du mot occitan puy qui signifie « mont » et de Seguin, lieutenant de Charlemagne.
En occitan, la commune porte le nom de Pèi Seguin.
Ses habitants sont appelés les Puisseguinais.

## Histoire
Seguin, lieutenant de Charlemagne, s’installe sur le site au début du IXe siècle et entreprend de construire un château.
Au XIVe siècle, Puisseguin est alors une petite châtellenie dépendant de celle de Puynormand et s’étend alors jusqu'à Parsac (sur la commune actuelle de Montagne en Gironde).
En mai 1341, la seigneurie de Puynormand, dont dépend Puisseguin, est attribuée à la famille d'Albret à qui elle appartient jusqu’au XVIIe siècle.
La famille de Fournel achète alors cette châtellenie qui, en 1763, revient à la famille Rounel de Godeville qui le conserve jusqu'à la Révolution.
À la Révolution, la paroisse Saint-Pierre de Puisseguin forme la commune de Puisseguin et la paroisse Saint-Martin de Monbadon forme la commune de Monbadon. Le 1er janvier 1989, la commune de Monbadon est rattachée à celle de Puisseguin.
Le 23 octobre 2015 y survient l'accident de la route le plus meurtrier en France depuis l'accident de Beaune en 1982, avec 43 morts. Un semi-remorque et un autocar entrèrent en collision dans un virage de la route départementale 17.

## Enfance et Jeunesse

### Écoles
Le village dispose de deux écoles, une publique : l'école Jeanne d'Albret et une privée : l'école du Sacré-Cœur. À la fin de l’année scolaire 2022-2023, la fermeture de l’école du Sacré-Cœur est décidée par l’enseignement catholique[réf. nécessaire].

### Centre de loisirs
Le centre de loisirs « 1,2,3 soleil », présent sur la commune, accueille les enfants âgés de 3 à 12 ans.

## Activités
Puisseguin propose diverses activités : le tennis, la gymnastique, le football, le tir à l'arc, la chasse, la pétanque, et compte de nombreuses associations centrées sur le patrimoine, la nature...
Un club du troisième âge organise également de nombreuses activités.

## Politique et administration
| Période                                  | Période   | Identité             | Étiquette | Qualité                                                                                                  |
| ---------------------------------------- | --------- | -------------------- | --------- | --- |
| Les données manquantes sont à compléter. |           |                      |           | |
| mars 1935                                | mars 1977 | Marceau Dupuy        | RPF       | Médecin, conseiller général (1945-1970), député (1946-1951), conseiller de l'Union française (1951-1958) |
|                                          |           |                      |           | |
| avant 1995                               | mars 2014 | Henri Bourlon        | DVD       | Viticulteur                                                                                              |
| mars 2014                                | 2020      | Xavier Sublett       |           | Professeur d’histoire                                                                                    |
| 2020                                     | En cours  | Jean, Michel Pasquon |           | |

## Vie économique
Puisseguin possède de nombreux commerces : une épicerie, une boucherie, une boulangerie, un salon de coiffure...
2 cabinets d’infirmières, un médecin et un notaire sont également présents. 
Un pizzaïlo vient le mercredi soir.

## Démographie
| 1793 | 1800 | 1806 | 1821 | 1831 | 1836 | 1841 | 1846 | 1851 |
| ---- | ---- | ---- | ---- | ---- | ---- | ---- | ---- | ---- |
| 960  | 874  | 913  | 877  | 922  | 914  | 904  | 914  | 844  |

| 1856 | 1861 | 1866  | 1872  | 1876 | 1881 | 1886 | 1891 | 1896  |
| ---- | ---- | ----- | ----- | ---- | ---- | ---- | ---- | ----- |
| 895  | 971  | 1 085 | 1 093 | 998  | 911  | 855  | 906  | 1 130 |

| 1901  | 1906  | 1911  | 1921  | 1926  | 1931  | 1936  | 1946 | 1954 |
| ----- | ----- | ----- | ----- | ----- | ----- | ----- | ---- | ---- |
| 1 155 | 1 195 | 1 103 | 1 064 | 1 014 | 1 051 | 1 010 | 929  | 976  |

| 1962 | 1968 | 1975 | 1982 | 1990  | 1999 | 2004 | 2006 | 2009 |
| ---- | ---- | ---- | ---- | ----- | ---- | ---- | ---- | ---- |
| 945  | 942  | 902  | 843  | 1 038 | 924  | 914  | 903  | 868  |

| 2014 | 2019 | 2022 | - | - | - | - | - | - |
| ---- | ---- | ---- | - | - | - | - | - | - |
| 871  | 823  | 828  | - | - | - | - | - | - |

## Tourisme, culture locale et patrimoine
Le village accueille de nombreux touristes chaque année. La commune compte de nombreux gîtes et chambres d'hôtes. De plus, un sentier de randonnée parcourt les villages des environs.

### Fêtes de village
Avant 2020, le village proposait de nombreuses festivités dans l'année :
- en janvier : la cérémonie des vœux
- en février : le carnaval des écoles
- en mars : la soirée Gimboura
- en avril : le spectacle de l'école du Sacré-Cœur
- en mai : le rallye du Saint-Émilionnais
- en juin : la fête du vin, la fête de la musique, le spectacle de l'école Jeanne d'Albret
- en juillet : la fête nationale et les jeux intervillages (les villages des alentours se retrouvent et s'affrontent dans une commune différente chaque année)
- en août/septembre : la fête de la chasse et du cheval

### Lieux et monuments
- Église Saint-Martin de Monbadon. L'édifice a été inscrit au titre des monuments historiques en 1925[29].
- Église Saint-Pierre de Puisseguin. Le portail a été classé au titre des monuments historiques en 1914[30]. En raison d’un affaissement de la voûte, l’édifice demeure fermé depuis novembre 2022.
- Château de Monbadon.

### Personnalités liées à la commune
- Stéphane Cherki, homme politique, propriétaire d'un vignoble.
- Gabriel Taïx (1902-1989), homme politique, ingénieur, viticulteur-exploitant, maire de Monbadon de 1953 à 1971.

### Héraldique
| Blason de Puisseguin | Blason  | D’azur au mont en pointe d’argent surmonté d’une escarboucle de seize dards de sable, au chef de gueules chargé d’un croissant aussi de sable accosté de deux étoiles de six rais partis de sable et d’argent. Devise / CriSurgam et ibo (Je me lèverai et j'irai) |
| Blason de Puisseguin | Détails | Officiel, présent sur le site internet de la mairie |